# Aage Fønss
Aage Fønss (* 12. Dezember 1887 in Århus, Dänemark; † 30. September 1976 in Kopenhagen) war ein dänischer Schauspieler und Sänger bei Bühne, Film und Fernsehen.

## Leben und Wirken

### Herkunft, Ausbildung und frühe Jahre
Der jüngste der drei Fønss-Brüder – auch Olaf und Johannes (1884–1964) arbeiteten als Schauspieler bzw. Sänger – und Sohn eines 1918 verstorbenen Schulleiters und Organisten besuchte bis 1905 die Katedralskole und ließ sich 1906 in München professionell in Gesang ausbilden. Im selben Jahr startete Aage Fønss seine künstlerische Karriere am Dagmar-Theater. Von 1907 bis 1910 war er Ensemblemitglied am Århuser Theater, anschließend, von 1910 bis 1912, erneut am Dagmar Teatret. Bereits 1910 stieß Aage Fønss zum Film. Dort sah man ihn unter anderem als Graf von Luxemburg in einer gleichnamigen Lehar-Verfilmung oder als dänischen König in Ein Held aus dem Kriege 1864, einem patriotischen Zeitbild vom Deutsch-Dänischen Krieg (beide 1910).

### In Deutschland
Wie seine beiden Brüder und zahlreiche weitere dänischen Künstler folgte auch Aage Fønss in den 1910er Jahren dem Migrationsstrom nach Deutschland. Während Olaf als Star des Science-Fiction-Klassikers Homunculus groß herausgestellt wurde und Johannes als Sänger an deutschen Bühnen wie Mannheim und Frankfurt am Main gastierte, wurde Aage von 1912 bis 1917 als Sänger als die Münchner Hofoper verpflichtet. In dieser Zeit nahm er auch Rollen als Filmpartner Maria Carmis in zwei Melodramen, Der Pfad der Sünde und Das Haus der Leidenschaften (beides 1916), an.

### Rückkehr nach Dänemark
1917 kehrte Fønss nach Kopenhagen zurück um einer Verpflichtung an das Königliche Theater der Hauptstadt nachzukommen. Dieser zentralen Spielstätte seines Landes blieb er fast ein halbes Jahrhundert, bis 1963, treu. Sein Rollenrepertoire umfasste Honoratioren und andere gravitätischen Personen aller Arten; mal als Professor und als Direktor, mal als Rechtsanwalt oder als Firmenchef. Auch als Opernsänger fand Buffo Aage Fønss in Stücken wie Don Giovanni, Die Meistersinger, Figaros Hochzeit und Die Fledermaus sein Publikum. Auch nach seiner Rückkehr nach Dänemark war der Künstler ein gefragter Filmdarsteller. Im Tonfilm gelang Aage Fønss mühelos der Übergang ins Charakterfach. Seine Komödie So ein Mädel vergißt man nicht (1940) wurde auch in Deutschland gezeigt. Ab den frühen 1950er bis in die späten 1960er Jahre hinein wirkte der Künstler auch in einer Fülle von Fernsehfilmen mit; zuletzt zumeist nur noch in Chargenpartien.

### Weiteres
1924 stand Aage Fønss kurzzeitig dem nationalen Schauspielerverband vor und war mehrere Jahre lang Vorsitzender des Verbands des Schauspiel- und Opernpersonals am Königlichen Theater Kopenhagens. Am 25. Oktober 1910 heiratete er die Operettensängerin und Schauspielerin Gudrun Johanne Theodora Hauerberg Carlson, genannt Kylle Fønss (1883–1971).

## Filmografie
Beim Kinofilm, wenn nicht anders angegeben
- 1910: Kapergasten
- 1910: Elverhøj
- 1910: Valdemar Sejr
- 1910: Ansigttyven (zwei Teile)
- 1910: Der Graf von Luxemburg (Greven af Luxemburg)
- 1911: Die Bauernfänger (I Bondefangerklør)
- 1911: Wenn die Liebe stirbt (Venskab og Kærlighed)
- 1911: Ein Held aus dem Kriege 1864 (En Helt fra 64)
- 1912: Kærlighed og Venskab
- 1913. Zwei Brüder (Broder mod Broder)
- 1913: Das Gastspiel (Gæstespillet)
- 1913: Das Geheimfach (Det Gamle Chatol)
- 1916: Der Pfad der Sünde
- 1916: Das Haus der Leidenschaften
- 1919: Spitzen (Grevindens ære)
- 1920: Via Crucis
- 1920: Kærlighedsvalsen
- 1921: Vor fælles Ven
- 1922: Frie fugle
- 1923: Madsalune
- 1923: Der letzte Tanz (Den sidste Dans)
- 1924: Min ven privatdetektiven
- 1936: Panserbasse
- 1937: Mille, Marie og mig
- 1938: Balletten danser
- 1939: Komtessen på Steenholt
- 1940: So ein Mädel vergißt man nicht (En pige med pep)
- 1941: Peter Andersen
- 1942: Forellen
- 1944: To som elsker hinanden
- 1946: Oktober-Roser
- 1949: Kampen mod uretten
- 1949: For frihed og ret
- 1950: Historien om Hjortholm
- 1950: Café Paradis
- 1951: Kardinalernes middag (Fernsehfilm)
- 1956: Spillerne (Fernsehfilm)
- 1958: Aldrig har så mange (Fernsehfilm)
- 1959: Bunbury (Fernsehfilm)
- 1961: Harry og kammertjeneren
- 1961: Farinelli (Fernsehfilm)
- 1964: Paradis retour
- 1968: Det kære legetøj (Fernsehfilm)
- 1969: Romulus den store (Fernsehfilm)